# カパン
カパン（アルメニア語: Կապան、英: Kapan）は、アルメニアの都市。首都エレバンから316kmのところに位置し、シュニク地方の中心都市でもある。ガパン、ガプアン、カフィン、カファン、カタン、クァファン、ザンゲズル、マダンなどとも言われる。

## 語源
この辺りでは谷を山々が取り囲んでいることから、カパンという地名はアルメニア語で「閉じ込める」という意味のkapel（կապել）からきている。

## 地理
アルメニア南部の最大都市で、シュニク地方の東部、ザンゲズル山脈支脈のバルグシャツキム山地とメグリ山地の南東斜面に位置する。南には標高3201mのフストゥプ山が聳える。

## 歴史
5世紀の文献には早くもその名が登場する。970年にはシュニクを支配していたスムバト2世がここに移り、シュニク王国（バフクスコエ王国）の建国を宣言した。18世紀にはトルコやペルシャの侵略者からシュニクの地を守ったアルメニアの指導者、ダヴィト・ベクの解放運動に追随した。運動は1722年に勇猛な一握りの男たちによって始まったが、最終的には1000人にふくれあがった。ベクは1728年にカパン近くの城塞で亡くなった。
19世紀には付近のいくつかの村が合併してカパン市が設立された。

## 経済
人口4万5500人の街はソ連崩壊後の社会とナゴルノ・カラバフ紛争の対応に苦慮しているが、成長や発展の兆しはある。基幹産業は鉱業で、ガージャール朝時代からペルシャにはمعدن（マダン、「鉱業」の意）と呼ばれている。産業は近年民営化された多金属鉱床に依存しているが、採掘支援サービス、畜産、小売業などを経営している。また、家具、繊維業なども近年成長してきている。
カパンは1890年に鉱床が開発され始めてから、非鉄金属生産の中心地になっている。アルメニア人の実業家とフランス人の鉱山技師が共同で銅鉱の利権を取得し、市街には銅鉱石の処理プラントが建設された。

## 見どころ
- ヴァハナヴァンク修道院
- バガベルド要塞とハリドゾール要塞
- タテヴ修道院 - 市街地の北西に位置し、峡谷を見下ろす高台にある。元々は礼拝堂だったところに9世紀に建てられた。
- ダヴィト・ベクの記念碑
- カパン音楽大学
- カパン考古学・民俗学博物館
- カパン劇場

## 交通
イランとは陸路でつながっている。また、2008年遅くにカパンとカジャラン、メグリをつなぐ道路が改良された。鉄道はコヴサカン、ミドズナヴァン方面へ向かう一路線のみ。カラバフ紛争までは小規模な空港が置かれ、YAK-40やAN-14の貨物便が飛んでいたが、今では北へ62kmほど行かなければ空港はない。

## スポーツ
サッカークラブのガンドザサルFCとレルナゴルツ・カパンFCが本拠地としている。

## 出身有名人
- タトゥル・マルカリアン - アルメニア駐米大使

## 姉妹都市
- グレンデール（アメリカ合衆国、カリフォルニア州）
- ボリソフ（ベラルーシ）

## ギャラリー

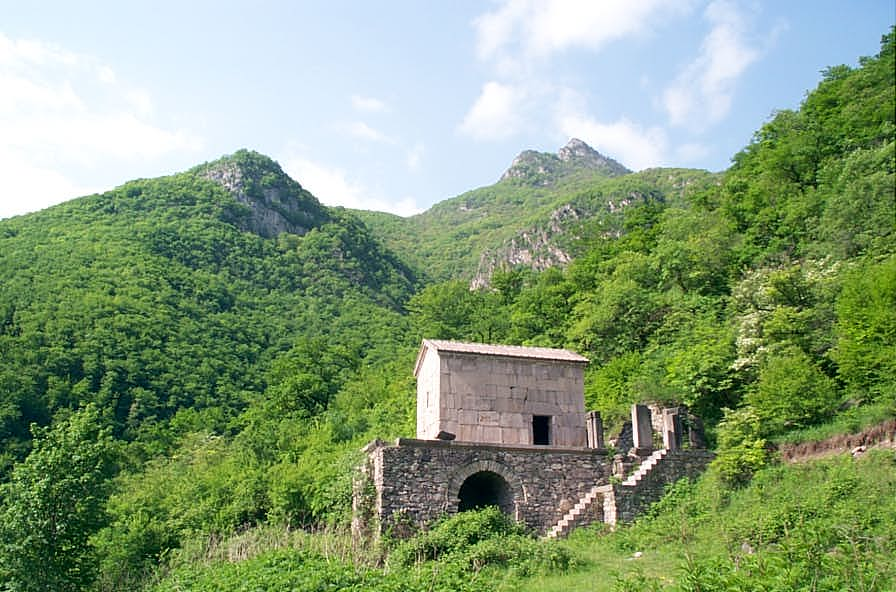
ヴァハナヴァンク修道院
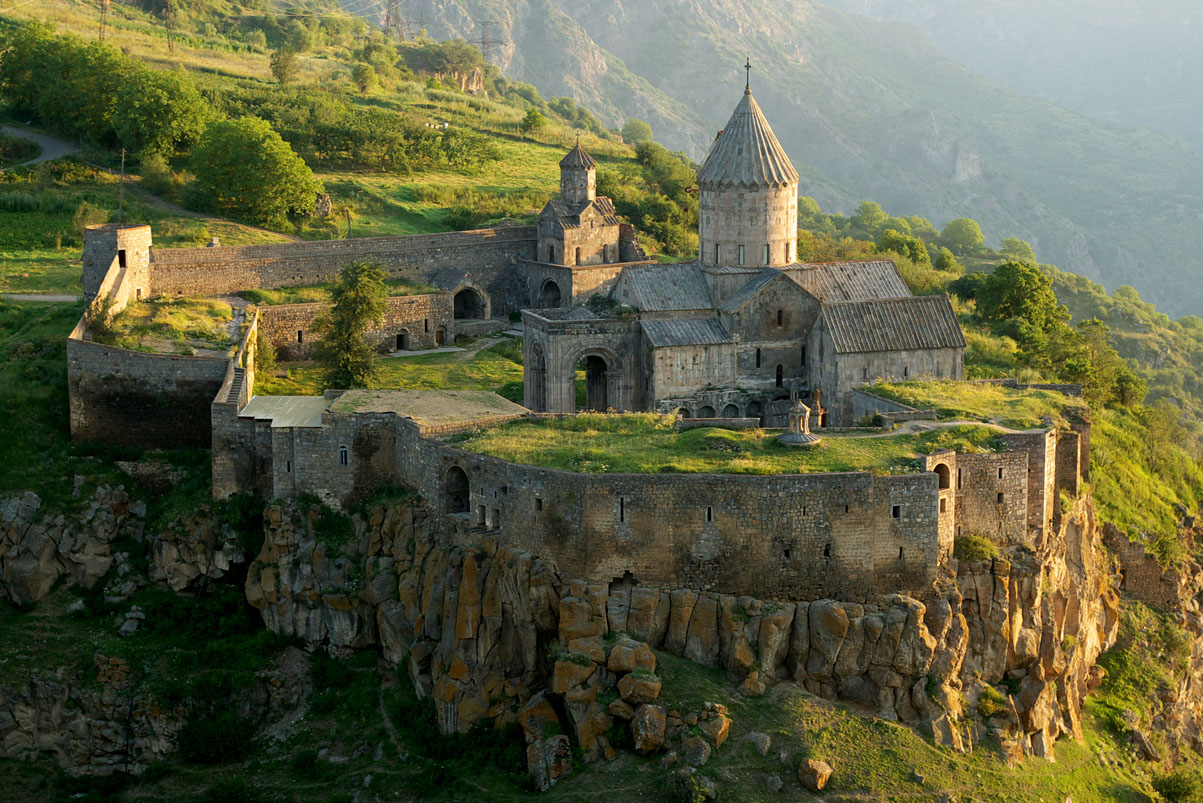
タテヴ修道院
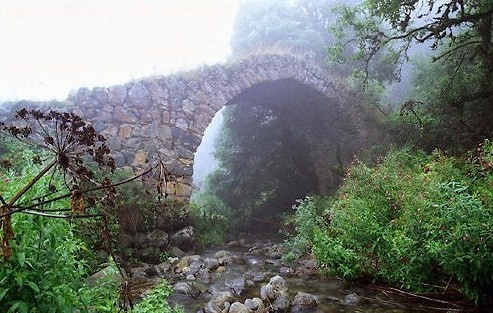
歴史ある橋